# Orchestre de chambre de Stuttgart
L'Orchestre de chambre de Stuttgart (Stuttgarter Kammerorchester) est un orchestre de chambre allemand fondé en 1945 par Karl Münchinger.

## Historique
L'Orchestre de chambre de Stuttgart a été fondé en 1945 comme l'un des premiers orchestres du genre par Karl Münchinger. Durant sa longue direction (1945-1987), le groupe a acquis son excellente réputation. À cette époque, l'orchestre a été connu, d'abord, par son interprétation des œuvres de Johann Sebastian Bach et Wolfgang Amadeus Mozart. De 1990 à 1995, Martin Sieghart (de) en a assuré la direction. Dennis Russell Davies l'a dirigé de 1995 à 2006 et a élargi son répertoire, en particulier pour les œuvres du XXe siècle.
Après les sept ans de direction de Michael Hofstetter (2006-2013), l'orchestre est dirigé par Matthias Foremny (de) à partir de 2013.
De nombreux solistes de renommée internationale ont joué avec l'orchestre. On peut citer entre autres Kolja Blacher (de), Julia Fischer, Steven Isserlis, Fazıl Say, Hélène Grimaud, Ian Bostridge, Renaud Capuçon, Gautier Capuçon, Christian Zacharias, Emmanuel Pahud et Fabio Biondi.
L'Orchestre de chambre de Stuttgart coopère avec les établissements d'enseignement de la ville. En plus de nombreux projets à l'École supérieure de musique de Stuttgart, l'orchestre travaille  avec les enfants de l'école primaire et les jeunes ayant une déficience visuelle, dans le cadre de projets éducatifs.
L'Orchestre de chambre de Stuttgart assume son rôle d'ambassadeur musical grâce à une activité mondiale intense. Il donne des concerts en Corée du Sud, en France, en Russie, en Espagne, au Népal, en Chine, au Japon, en Inde, en Amérique du Sud, en Suisse et aux Pays-Bas.
Pour son engagement exceptionnel, la Kammermusikpreis de la Fondation culturelle européenne lui a été décerné en 2008.
L'Orchestre de chambre de Stuttgart est soutenu par le Land de Bade-Wurtemberg, la ville de Stuttgart et Robert Bosch GmbH.
Depuis 2019, Thomas Zehetmair est le chef principal de l'ensemble. En 2024, il est prolongé à ce poste jusqu'à l'été 2027.